# Gari (món ăn)

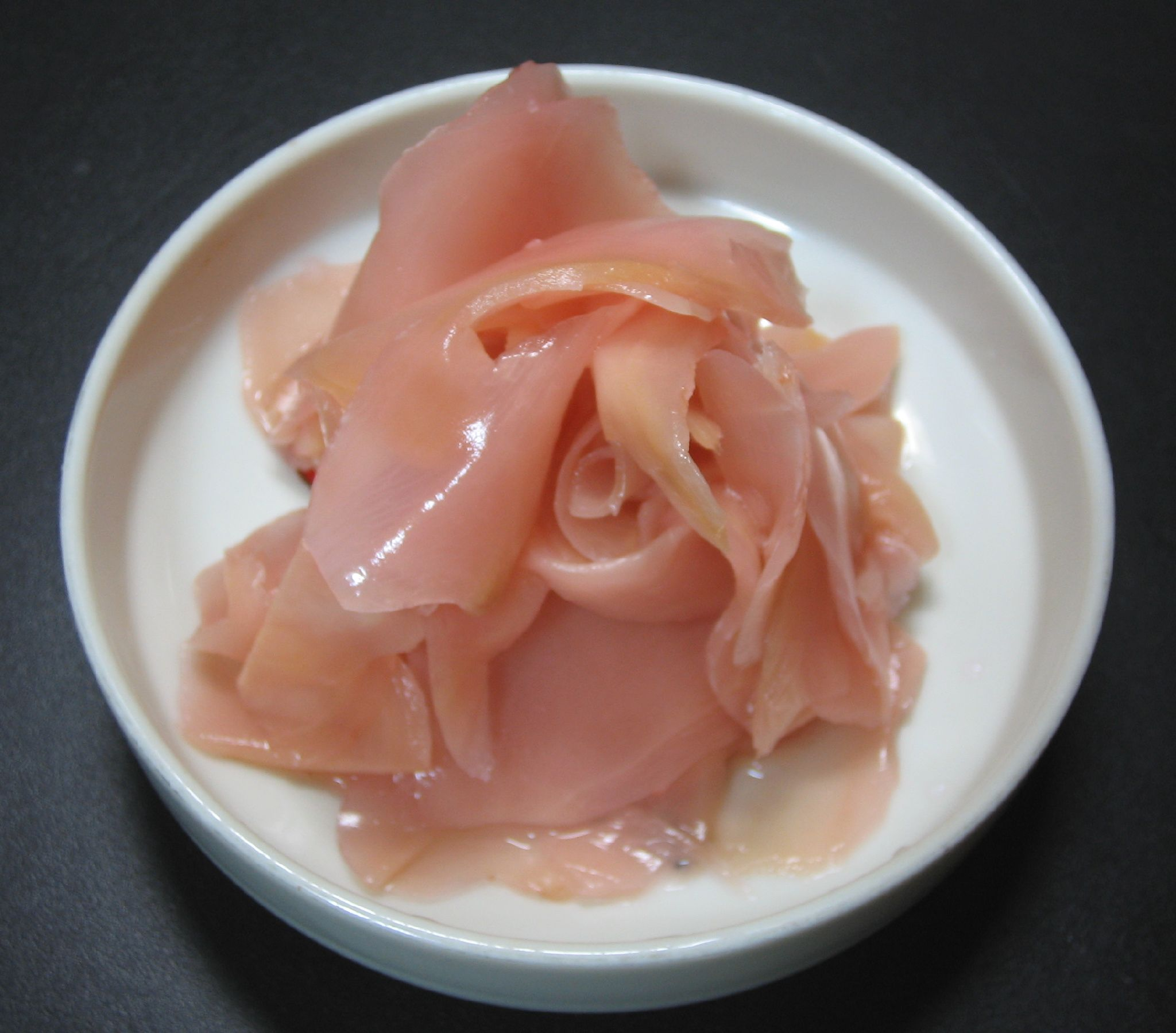
Một đĩa gari

Gari là một món dưa muối của Nhật Bản làm từ gừng thường được dùng để ăn với sushi. Người Nhật chọn loại gừng tươi, thái thành những lát thật mỏng và đem ngâm với đường và giấm. Gari có vị cay, chua và ngọt, màu hồng nhạt. Cùng với wasabi, gari giúp làm giảm vị tanh, bổ sung vị và chống lại tính hàn của các loại hải sản trong sushi.
Nhật Bản còn một loại dưa muối làm từ gừng khác là beni shōga.